# Chrysophyllum superbum
Chrysophyllum superbum är en tvåhjärtbladig växtart som beskrevs av Terence Dale Pennington. Chrysophyllum superbum ingår i släktet Chrysophyllum och familjen Sapotaceae. IUCN kategoriserar arten globalt som akut hotad. Inga underarter finns listade i Catalogue of Life.